# U.S. Route 4
La U.S. Route 4 è una strada statunitense a carattere nazionale che percorre 407 km (253 mi) da East Greenbush nel New York, ad ovest, a Portsmouth nel New Hampshire, ad est, attraversando lo stato del Vermont.
Nel New York, la U.S. 4 descrive un percorso nord-sud per allineare il suo tragitto al resto dello stato. Nel Vermont e nel New Hampshire la strada assume la tipica direzione est-ovest delle U.S. Highways a numeri pari.